# Ашортия, Имеда
Имеда Ашортия (груз. იმედა აშორტია; род. 30 октября 1996, Мартвили, Самегрело — Земо-Сванети) — грузинский футболист, нападающий узбекистанского клуба «Бунёдкор».

## Карьера
Футбольную карьеру начинал в составе клуба «Мерани» Мартвили. 6 октября 2013 года в матче против клуба «Торпедо» Кутаиси дебютировал в чемпионате Грузии.
1 июля 2017 года перешёл в грузинский клуб «Дила».
1 января 2021 году стал игроком грузинского клуба «Телави».
1 июля 2022 года подписал контракт с азербайджанским клубом «Туран» Товуз. 8 августа 2022 года в матче против клуба «Габала» дебютировал в чемпионате Азербайджана.

## Клубная статистика
| Игровая карьера | Игровая карьера | Игровая карьера | Лига | Лига | Кубок | Кубок | Межд. | Межд. | Др. | Др. |
| --------------- | --------------- | --------------- | ---- | ---- | ----- | ----- | ----- | ----- | --- | --- |
| 2021            | Телави          | А               | 28   | 2    | 2     | 0     | —     | —     | —   | —   |
| 2022            | Телави          | А               | 20   | 3    | —     | —     | —     | —     | —   | —   |
| 2022/23         | Туран           | А               | 13   | 0    | 2     | 0     | —     | —     | —   | —   |
| 2023            | Телави          | А               | 30   | 6    | 2     | 0     | —     | —     | —   | —   |